# Ма Сююэ
Ма Сююэ́ (кит. упр. 马秀玥, пиньинь Mǎ Xiùyuè; род. 21 мая 1991, Харбин) — китайский кёрлингист.
В составе мужской сборной Китая участник зимних Олимпийских игр 2022 (заняли пятое место), Тихоокеанско-азиатского чемпионата 2015 (стали бронзовыми призёрами). В составе юниорской мужской сборной Китая участник зимней Универсиады 2013 (заняли девятое место), двух чемпионатов мира (оба раза заняли девятое место).
Играет в основном на позиции четвёртого. Скип команды.

## Достижения
- Тихоокеанско-азиатский чемпионат по кёрлингу: бронза (2015).
- Тихоокеанско-азиатский чемпионат по кёрлингу среди юниоров: золото (2011, 2012).

## Команды
| Сезон   | Четвёртый    | Третий        | Второй        | Первый                               | Запасной                             | Тренер          | Турниры                        |
| ------- | ------------ | ------------- | ------------- | ------------------------------------ | ------------------------------------ | --------------- | ------------------------------ |
| 2010—11 | Huang Ji Hui | Ба Дэсинь     | Ма Сююэ       | Чжан Жунжуй (ТАЧЮ) Ван Цзиньбо (ЧМЮ) | Ван Цзиньбо (ТАЧЮ) Чжан Жунжуй (ЧМЮ) | Ли Хунчэнь      | ТАЧЮ 2011 · ЧМЮ 2011 (7 место) |
| 2011—12 | Ма Сююэ      | Xiao Shicheng | Цзян Дунсюй   | Шао Чжилинь                          | Zhang Zhongbao                       | Wang Zi         | ТАЧЮ 2012 · ЧМЮ 2012 (7 место) |
| 2013—14 | Ма Сююэ      | Ма Яньлун     | Xiao Shicheng | Ван Цзиньбо                          | Pan Jiaqi                            | Liu Chun Hua    | ЗУ 2013 (9 место)              |
| 2015—16 | Цзан Цзялян  | Сюй Сяомин    | Ба Дэсинь     | Ван Цзиньбо                          | Ма Сююэ                              | Ли Хунчэнь      | ТАЧ 2015                       |
| 2016—17 | Ма Сююэ      | Ван Цзиньбо   | Wang Jingyuan | Zhang Tianyu                         | Шао Чжилинь                          |                 | [ 3 ]                          |
| 2017—18 | Ма Сююэ      | Ма Яньлун     | Ван Цзиньбо   | Wang Jingyuan                        |                                      |                 |                                |
| 2018—19 | Ма Сююэ      | Лин Чжи       | Cheng Kuo     | Wang Jingyuan                        |                                      | Даниэль Рафаэль | КМ 2018/19 (3 этап) (8 место)  |
| 2021—22 | Ма Сююэ      | Цзоу Цян      | Ван Чжиюй     | Сюй Цзинтао                          | Цзян Дунсюй                          | Пейя Линдхольм  | ЗОИ 2022 (5 место)             |
| 2023—24 | Ма Сююэ      | Цзоу Цян      | Ван Чжиюй     | Тянь Цзяфэн                          | Ли Чжичао                            | Лю Жуй          | ПКЧ 2023 (9 место)             |

(скипы выделены полужирным шрифтом)